# Chamberlin (instrument)
 (mai 2021).
Si vous disposez d'ouvrages ou d'articles de référence ou si vous connaissez des sites web de qualité traitant du thème abordé ici, merci de compléter l'article en donnant les références utiles à sa vérifiabilité et en les liant à la section « Notes et références ».
Le Chamberlin est un instrument à clavier électromécanique, précurseur du Mellotron, utilisant des bandes magnétiques préenregistrées pour générer le son. Il a été développé et breveté par un inventeur natif du Wisconsin, Harry Chamberlin, de 1949 à 1956, lorsque le premier modèle a été introduit. Il existe plusieurs modèles et versions du Chamberlin. La plupart sont à clavier, certains sont destinés à l'accompagnement en produisant des boucles rythmiques préenregistrées (principe de la boîte à rythmes).

## Développement
L'idée d'Harry Chamberlin pour l'instrument est venue de s'enregistrer en train de jouer d'un orgue et de concevoir sa reproduction comme un divertissement. Il a conçu le premier instrument Chamberlin dès 1949, conçu comme un appareil de divertissement à domicile pour les chants en famille, jouant les standards du big band de l'époque.
L'utilisation du Chamberlin comme instrument commercial dans la musique rock (ou rock and roll) n'a pas été prise en compte, car Harry Chamberlin n'aimait pas la musique rock et les musiciens rock.
Le Chamberlin a un clavier de style piano. Sous chaque touche se trouve un mécanisme de lecture de bande. Chaque bande est préenregistrée avec divers instruments de musique ou effets spéciaux. Lorsque le musicien appuie sur une touche, un coussin de pression pousse la bande contre une tête de bande et un rouleau presseur sous la clé la tire vers l'avant dans la boîte de rangement (ou sur un mécanisme à rouleaux). Le signal électrique généré par la tête de bande est amplifié et entendu par un haut-parleur. Lorsque le musicien relâche la touche, le son s'arrête et la bande se rembobine soit par des tiges à ressort métalliques (sur les premiers Chamberlins), soit par un mécanisme à rouleau de retour (sur les derniers modèles M1). Chaque bande ne dure que quelques secondes (huit secondes sur de nombreuses unités).
Harry Chamberlin a converti un dressing en home studio et a passé beaucoup de temps (généralement du lever au coucher du soleil) à expérimenter les sons. Après avoir modifié l'acoustique dans le studio, ainsi que dans d'autres pièces de sa maison, les premiers enregistrements Chamberlin ont été réalisés. Tous les enregistrements de Chamberlin ont été contractés et interprétés par des membres du Lawrence Welk Orchestra tout au long des années 1950. Welk a été impressionné par l'idée d'un instrument de lecture de bande et a proposé de financer sa fabrication si on l'appelait une machine "Welk". Chamberlin a refusé l'offre.
Chamberlin a utilisé des microphones Neumann U 47 pour enregistrer les sons. Ceux-ci sont caractérisés par une sortie très propre et un vibrato lourd, ce qui était habituel dans les styles de musique de l'époque. Les sons Chamberlin ont peu de compression et possèdent une dynamique fidèle aux instruments enregistrés sur les bandes (comme l'air dans la flûte ou le flux entrant des cordes). Les instruments Chamberlin ont été conçus pour reproduire avec précision le son de l'instrument enregistré sur la bande. Ils étaient destinés à être stationnaires et non transportables. il y avait donc peu d'efforts consacrés à la fiabilité. De nombreux premiers Chamberlins n'ont pas de châssis interne et sont enclins à se dérégler.
Au fur et à mesure que Chamberlin affinait le design, il commença à en faire la démonstration lors de salons professionnels de la musique, et des concurrents tels que Hammond et Lowrey étaient curieux de connaître l'origine des sons Chamberlin. Dans un effort pour concurrencer, ces sociétés ont créé des rythmes de batterie et ont ajouté des onglets en plastique avec des noms d'instruments d'orchestre. Ces onglets généreraient des sons qui simulaient le son de l'instrument sélectionné. La Fédération américaine des musiciens a pris note et a tenté de limiter les performances en direct des instruments Chamberlin craignant que leurs membres ne soient mis au chômage. Malgré la controverse, les musiciens du monde entier ont adopté le Chamberlin. Le chanteur de la chanson "Mack the Knife", Bobby Darin, a été l'un des premiers clients, achetant un modèle 300 personnalisé sans les bandes de la section rythmique.
L'entreprise de Chamberlin s'est développée en employant ses enfants et son nettoyeur de vitres Bill Franson comme vendeurs. Franson a parcouru le pays pour offrir les instruments Chamberlin aux magasins de musique, aux salons et aux bars à cocktails. Des offres de distribution plus large ont été faites, mais Harry Chamberlin a préféré le bouche à oreille et n'a pas aimé les termes et conditions de la distribution et l'a évité. Chamberlin a préféré faire des affaires directement avec les salons, les boîtes de nuit et les musiciens qui ont embrassé la musique de big band.
En 1962, Bill Franson a disparu pendant plusieurs mois. Une radio pouvait être entendue jouer de la musique dans son appartement, mais les tentatives pour le contacter se sont avérées vaines. Franson était parti pour l'Angleterre en bateau en emportant avec lui deux modèles Chamberlin 600 (l'un d'entre eux est finalement devenu la possession du studio de Todd Rundgren et apparaît sur l'album Skylarking de XTC en 1986). Franson a placé une annonce demandant une entreprise qui pourrait fabriquer soixante-dix têtes de lecture standard. Bradmatic Ltd. (une société d'ingénierie) a répondu à l'annonce.
Franson a enlevé les étiquettes de Chamberlin et a vendu l'instrument "Franson" rebatisé à l'insu de Harry Chamberlin. En affinant la conception du 600 dans le Mellotron Mark 1, Bradmatic est finalement devenu Streetly Electronics et a commencé la fabrication du Mellotron Mark 2 en 1963. En 1965, Harry Chamberlin a pris connaissance de la fraude après avoir été contacté par les distributeurs de Mellotron en Amérique, et a négocié un règlement avec Streetly Électronique. Après avoir rendu visite aux propriétaires Frank, Norman et Les Bradley en personne (et avoir eu une discussion intense avec Franson), un accord a été conclu que les mellotrons ne seraient vendus qu'au Royaume-Uni et que les Chamberlins seraient vendus aux États-Unis. Chamberlin recevrait des redevances de la société Mellotron, bien que cela se soit apparemment terminé à la fin des années 1960. Grâce à ce même système de redevances, il a autorisé le son Chamberlin «3 violons» à utiliser comme son des violons dans la bibliothèque du Mellotron. Ce son a été utilisé sur une grande partie de la musique britannique depuis le milieu des années 1960. Par conséquent, il peut être difficile de dire si un enregistrement comporte un Mellotron ou un Chamberlin lorsque les trois bandes de violons sont utilisées, autrement que par le pays d'origine de l'enregistrement.
Il est courant de confondre les sons Chamberlin avec de vrais instruments parce qu'ils ont été enregistrés sans traitement et parce qu'il y avait moins de bandes master de mixage utilisées par rapport à la bibliothèque du Mellotron. Les têtes de lecture à large bande passante Chamberlins de la série M ont également amélioré la fidélité.
Les instruments Chamberlin n'ont jamais été distribués pour la vente en dehors des États-Unis et du Canada. Chamberlin Co. a continué à affiner et à vendre ses produits et a investi davantage d'efforts dans la fiabilité pour concurrencer le Mellotron. Les groupes rock ont adopté l'instrument pour la couleur du son. Les ventes aux grands studios américains ont permis aux Chamberlins d'être entendus sur de nombreux disques pop des années 1960, notamment des enregistrements de The Lettermen, Marvin Gaye, Bobby Goldsboro ("Honey" en 1968), The Beach Boys et l'éducateur Edmund Bordeaux Szekely.
Un nouveau design Chamberlin a émergé à la fin des années 1960, mettant fin à l'utilisation de bandes rythmiques. C'était le M1 beaucoup plus durable qui est apparu en 1970 avec un système de rouleau de retour de bande sans défaut. Ce modèle a des têtes de lecture de bande de meilleure qualité sans vrombissement de bande et une bande passante plus grande que le Mellotron. L'unité est une version de table des modèles précédents et beaucoup plus petite que le modèle concurrent M400 Mellotron. Environ 130 Chamberlins M1 ont été construits.
Ces musiciens ont inclus l'artiste de performance live de Disneyland / Disney Worlds Michael Iceberg dans ses spectacles mettant en vedette des instruments électroniques. D'autres incluent Skip Konte avec Three Dog Night, Olivia Newton-John, Leon Russell (Carney en 1972), Neil Merryweather, James Taylor, Stevie Wonder, Ambrosia, Mike Pinder avec The Moody Blues sur l'album Seventh Sojourn (1972), le groupe prog américain Ethos, David Bowie (de Low en 1977 à Scary Monsters en 1980), Edgar Winter (Jasmine Nightdreams en 1975), Joe South, Iron Butterfly, Chip Taylor, le musicien de session new-yorkais Barry Frederick, les musiciens canadiens Joe et Gino Vannelli, le groupe de jazz / fusion Shadowfax (Watercourse Way en 1976) et le claviériste de Bob Seger, Robyn Robbins.
Chamberlin Co. a continué à générer des revenus en octroyant des brevets à Mattel pour son clavier Optigan, qui utilise sa boucle préenregistrée ainsi que certaines bandes musicales Chamberlin de la bibliothèque Optigan. À la fin des années 1970, les synthés numériques ont érodé le marché des claviers à bande et Chamberlin a mis fin à la production de M1 en 1981, construisant les dernières unités dans une usine de l'Ontario, en Californie, puis dans le garage familial avec des sons inédits. Harry Chamberlin est décédé en 1986.
Dans les années 1980, les enregistrements de Chamberlin étaient minimes mais les producteurs Mitchell Froom (Crowded House) et Todd Rundgren (Skylarking de XTC en 1986) ont utilisé l'instrument. Le Chamberlin a connu un renouveau dans les années 1990 avec une nouvelle génération de musiciens les utilisant et appréciant les sons uniques produits en les jouant de manière peu orthodoxe. Parmi ceux-ci figuraient Michael Penn et son claviériste Patrick Warren (March, Free-for-All, Resigned, MP4 ainsi que les musiques de film de Penn pour Boogie Nights en 1997), et le chanteur / compositeur / producteur Jon Brion sur la bande originale du film I Heart Huckabees (2004). Tom Waits a également utilisé l'instrument sur des albums tels que The Black Rider (1993) et Bone Machine (1992).

## Des modèles
Différents modèles existent du Chamberlin. Il existe à la fois des instruments à clavier et des boîtes à rythmes (appelés rythmiques). Environ 500 à 700 unités ont été fabriquées, mais le nombre exact est inconnu.

## Modèles - Années produites - Nombres fabriqués
- Chamberlin 100 1948–1949 4–10
- Chamberlin 200 1951–1959 ~ 100
- Télécommandes Chamberlin 300/350 1960–1969 ~ 200
- Chamberlin 400 1961 1
- Chamberlin 500 1961 2 ou 3
- Chamberlin 600/660 1962–1969> 200
- Chamberlin 25/35/45 Rythme 1960–1969> 100
- Chamberlin 20/30/40 Rythme 1975–1980> 10
- Chamberlin 50 Rhythmate unknown 1 (prototype)
- Chamberlin 800 Riviera 1970 2
- Chamberlin M1, M2, M4 1970–1981> 100

## Diverses sonorités
- Claviers: Marimba, Piano, Vibraphone (avec vibrato), Cloches (glockenspiel), Orgue, Orgue Tibia, Orgue Kinura, Clavecin, Accordéon, Clavecin électrique et Flûte / Orgue à cordes.
- Cuivres: Trombone, Trompette, Cor français, Trombone Do Wah, Trombone Slur et Trompette en sourdine.
- Bois: Saxophones alto et ténor, flûte, hautbois et clarinette basse.
- Voix: Voix masculines (solo) et Voix féminines (solo).
- Cordes: 3 violons, violoncelle et violons Pizzicato.
- Cordes pincées: Slur Guitar, Banjo, Steel Guitar, Harp Solo, Harp Roll, Harp 7th Arpeggio (les sons de harpe n'étaient pas disponibles au public), Guitare et Mandoline.
- Effets: Phrases de bande de Dixieland et effets sonores.